# Ophélie Winter

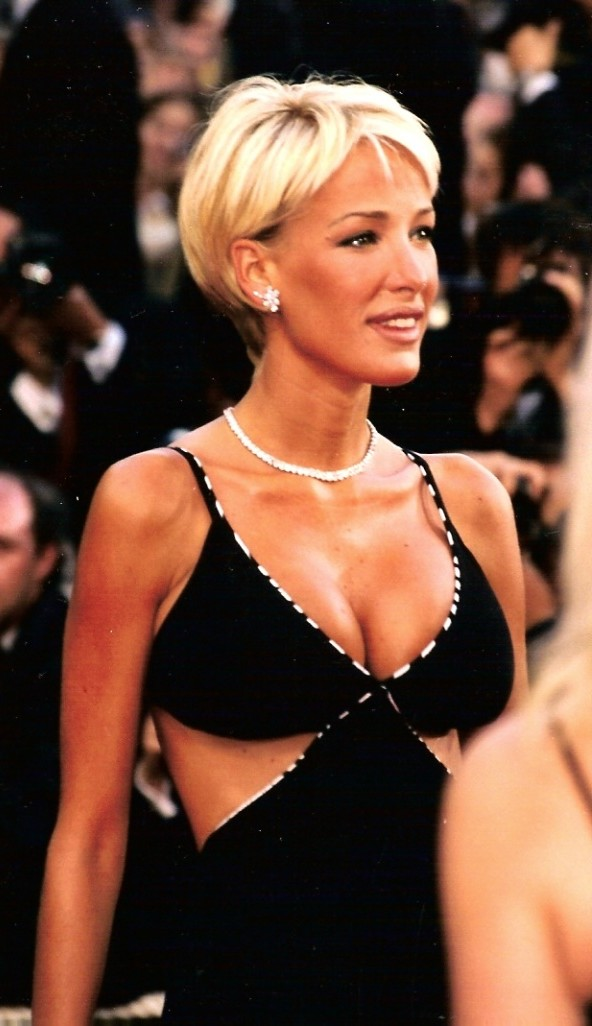
Ophélie Winter im Jahr 1997

Ophelie Kleerekoper-Winter (* 20. Februar 1974 in Boulogne-Billancourt) ist eine französische Popsängerin und Schauspielerin.

## Biografie
Von ihrem Vater, einem ehemaligen Popsänger, und ihrer Mutter, die als Model arbeitete, bekam Ophélie Winter das Gesangstalent in die Wiege gelegt. Die Eltern trennten sich, als ihre Tochter noch sehr jung war. Die Mutter blieb in Frankreich, Ophélie Winter zog mit ihrem Vater in die USA. Dort blieb sie bis zum Ende ihres 18. Lebensjahres. Zurück in Frankreich arbeitete sie zunächst als Model, wechselte dann aber ins Schauspielfach und begann ihre Musikkarriere.
Zwischen 1996 und 1999 hatte die Französin erste Filmrollen und Auftritte in TV-Shows. Das Album No soucy! erschien 1996, Privacy folgte drei Jahre später. Mit der Single I Spy gelang 1998 der Sprung in die deutschen Charts. Sache und Tout le monde le fait, zwei Auskopplungen vom Album Explicit Lyrics, stiegen 2002 bzw. 2003 in die Schweizer Hitparade. Nach einer längeren Pause kam 2009 das Album Resurrection in den Handel.
2014 nahm sie an der fünften Staffel der französischen Tanzshow Danse avec les stars teil.

## Diskografie

### Alben
| Jahr | Titel           | Höchstplatzierung, Gesamtwochen, AuszeichnungChartplatzierungen (Jahr, Titel, Platzierungen, Wochen, Auszeichnungen, Anmerkungen) | Höchstplatzierung, Gesamtwochen, AuszeichnungChartplatzierungen (Jahr, Titel, Platzierungen, Wochen, Auszeichnungen, Anmerkungen) | Höchstplatzierung, Gesamtwochen, AuszeichnungChartplatzierungen (Jahr, Titel, Platzierungen, Wochen, Auszeichnungen, Anmerkungen) | Höchstplatzierung, Gesamtwochen, AuszeichnungChartplatzierungen (Jahr, Titel, Platzierungen, Wochen, Auszeichnungen, Anmerkungen) | Anmerkungen                            |
| Jahr | Titel           | DE | CH | FR | BEW | Anmerkungen                            |
| ---- | --------------- | --- | --- | --- | --- | -------------------------------------- |
| 1996 | No soucy!       | — | — | FR6 Platin · (19 Wo.)FR | BEW14 (14 Wo.)BEW | Erstveröffentlichung: 24. Mai 1996     |
| 1998 | Privacy         | — | — | FR13 Gold · (13 Wo.)FR | BEW29 (20 Wo.)BEW | Erstveröffentlichung: 28. August 1998  |
| 2002 | Explicit Lyrics | — | CH96 (1 Wo.)CH | FR36 (13 Wo.)FR | — | Erstveröffentlichung: 1. November 2002 |

Weitere Alben
- 2000: Ce que je suis
- 2005: Soon
- 2009: Resurrection

### Singles
| Jahr | Titel Album                           | Höchstplatzierung, Gesamtwochen, AuszeichnungChartplatzierungen (Jahr, Titel, Album, Platzierungen, Wochen, Auszeichnungen, Anmerkungen) | Höchstplatzierung, Gesamtwochen, AuszeichnungChartplatzierungen (Jahr, Titel, Album, Platzierungen, Wochen, Auszeichnungen, Anmerkungen) | Höchstplatzierung, Gesamtwochen, AuszeichnungChartplatzierungen (Jahr, Titel, Album, Platzierungen, Wochen, Auszeichnungen, Anmerkungen) | Höchstplatzierung, Gesamtwochen, AuszeichnungChartplatzierungen (Jahr, Titel, Album, Platzierungen, Wochen, Auszeichnungen, Anmerkungen) | Anmerkungen                             |
| Jahr | Titel Album                           | DE | CH | FR | BEW | Anmerkungen                             |
| ---- | ------------------------------------- | --- | --- | --- | --- | --------------------------------------- |
| 1995 | Dieu m’a donné la foi No Soucy!       | — | — | FR1 Gold · (32 Wo.)FR | BEW3 Gold · (27 Wo.)BEW |                                         |
| 1996 | Le feu qui m’attise No Soucy!         | — | — | FR7 Gold · (18 Wo.)FR | BEW21 (13 Wo.)BEW |                                         |
| 1996 | Shame on You No Soucy!                | — | — | FR9 Gold · (20 Wo.)FR | — | Erstveröffentlichung: 4. Oktober 1996   |
| 1997 | Keep It on the Red Light No Soucy!    | — | — | FR19 (6 Wo.)FR | — | feat. Coolio                            |
| 1997 | Rien que pour lui No Soucy!           | — | — | FR39 (2 Wo.)FR | — |                                         |
| 1998 | I Spy / Je marche à l’envers Privacy  | DE72 (10 Wo.)DE | — | FR23 (16 Wo.)FR | BEW12 (15 Wo.)BEW |                                         |
| 1998 | Elle pleure Privacy                   | — | — | FR12 Gold · (25 Wo.)FR | BEW9 (15 Wo.)BEW | Erstveröffentlichung: 14. Dezember 1998 |
| 1999 | Je t’abandonne Privacy                | — | — | FR39 (13 Wo.)FR | BEW30 (7 Wo.)BEW |                                         |
| 2000 | Ce que je suis Privacy                | — | — | FR75 (6 Wo.)FR | — |                                         |
| 2002 | Sache Explicit Lyrics                 | — | CH21 (18 Wo.)CH | FR6 Gold · (21 Wo.)FR | BEW7 (18 Wo.)BEW | Erstveröffentlichung: 18. Oktober 2002  |
| 2003 | Tout le monde le fait Explicit Lyrics | — | CH75 (6 Wo.)CH | FR38 (9 Wo.)FR | BEW28 (11 Wo.)BEW | Erstveröffentlichung: 23. Mai 2003      |

Weitere Singles
- 1992: When I Got the Mood
- 1994: Dad
- 1999: Je cours
- 2009: Affection
- 2009: Juste un peu d’affection

## Filmografie (Auswahl)
- 1996: Männer und Frauen – Eine Gebrauchsanweisung (Hommes, femmes, mode d’emploi)
- 1997: Tout doit disparaître
- 1997: Bouge!
- 1998: Verrückt nach ihr (Folle d’elle)
- 2000: 2002 – Durchgeknallt im All (2001: A Space Travesty)
- 2001: She – Herrscherin der Wüste (She)
- 2001: Les jolies choses
- 2001: Meine Frau, die Schauspielerin (Ma femme est une actrice)
- 2003: Der kleine Scheißer (Mauvais esprit)
- 2010: R.I.S. Police scientifique (1 Folge)